# Andriej Mironow
Andriej Aleksandrowicz Mironow (ros. Андре́й Алекса́ндрович Миро́нов; ur. 7 marca 1941 w Moskwie, zm. 16 sierpnia 1987 w Rydze) – radziecki aktor filmowy, teatralny i głosowy. Ludowy Artysta RFSRR (1980). Ojciec aktorki Mariji Mironowej.

## Życiorys
Syn znanych artystów estradowych – Marii Mironowej i Aleksandra Menakiera. Ukończył Studium Teatralne im. Szczukina w 1962 roku. Po studiach występował w Teatrze Satyry w Moskwie. Grał role dramatyczne i komediowe (m.in. jako Czacki w Mądremu biada Aleksandra Gribojedowa oraz Figaro w Wesele Figara Pierre’a Beaumarchais’go). Pochowany na Cmentarzu Wagańkowskim w Moskwie.

## Filmografia

### Filmografia
- 1961: A jeśli to miłość?[1] jako Piotr
- 1962: Mój młodszy brat jako Jura Popow
- 1963: Trzy plus dwa[1] jako Roma Liubieszkin
- 1966: Złodziej samochodów[1] jako Dima
- 1968: Kochać..., epizod
- 1969: Brylantowa ręka[1] jako Giennadij Kozodojew
- 1969: Rodzinne szczęście jako Sigajew
- 1971: Własność republiki jako Markiz
- 1971: Na rabunek jako Jurij Proskudin
- 1971: Cień jako Cesare Borgia
- 1974: Niezwykłe przygody Włochów w Rosji[1] jako Andriej
- 1974: Słomiany kapelusik[1] jako Fadinard
- 1975: Krok naprzeciwko jako Koczetkow
- 1976: 12 krzeseł jako Ostap Bender
- 1976: Niebieskie jaskółki jako Célestin
- 1978: Zwyczajny cud jako Minister Administrator
- 1979: Marzenia Fariatjewa jako Fariatjew
- 1981: Niech Pan bądzie moim mężem jako Wiktor
- 1983: Baśń wędrówek jako Orlando
- 1984: Mój przyjaciel Iwan Łapszyn jako Chanin
- 1984: Blondynka za rogiem jako Porywajew
- 1985: Zwycięstwo jako Charles Bright
- 1987: Tropiciel śladów jako Sanglier
- 1987: Człowiek z bulwaru Kapucynów jako John First

### Role głosowe
- 1969: Kapryśna królewna
- 1975: Rikki-Tikki-Tavi jako Rikki-Tikki-Tavi
- 1976: Niebieski szczeniak jako Czarny kot
- 1980: O biednym husarzu zamówicie słowo
- 1981: Raz kowboj, dwa kowboj